# David Card
David Edward Card (* 1956 Guelph) je kanadsko-americký ekonom, od roku 1997 profesor ekonomie na Kalifornské univerzitě v Berkeley. V roce 2021 získal spolu s Joshuou Angristem a Guidem Imbensem Nobelovu cenu za ekonomie za „empirický přínos ekonomii práce“.

## Mládí a vzdělání
Narodil se v roce 1956 v Guelphu v Ontariu. Jeho rodiče se věnovali chovu mléčného skotu. Původně studoval fyziku, ale nakonec se zaměřil na ekonomii. V roce 1978 získal titul Bachelor of Arts na Queen's University a v roce 1983 doktorát z ekonomie na Princetonské univerzitě.
Svou kariéru zahájil na University of Chicago Booth School of Business, kde dva roky působil jako odborný asistent podnikové ekonomiky. V letech 1983–1997 působil na Princetonské univerzitě a mezi roky 1990 a 1991 působil jako hostující profesor na Kolumbijské univerzitě. V letech 1988–1992 byl zástupcem šéfredaktora časopisu Journal of Labor Economics a mezi roky 1993 a 1997 byl spoluredaktorem časopisu Econometrica. V období 2002–2005 působil jako spoluredaktor časopisu The American Economic Review.